# Matkó Zsolt
Matkó Zsolt (Debrecen, 1977. január 8. –) magyar labdarúgó. Első osztályú mérkőzésen 2 alkalommal lépett pályára az Előre FC Békéscsaba csapatában, de ezen kívül csak alsóbb osztályú együttesekben kapott rendszeres játéklehetőséget. A Bőcs KSC kapusa volt.

## Külső hivatkozások
- Profil